# TV Asahi
TV Asahi (japonsky テレビ朝日, Terebi Asahi), známá také jako EX, Tele-Asa (japonsky テレ朝, Tere Asa) nebo na základě volacího znaku JOEX-TV/JOEX-DTV, je japonská vlajková televizní stanice sítě All-Nippon News Network, která sídlí v Roppongi ve čtvrti Minato v Tokiu.
Stanici vlastní a provozuje TV Asahi Corporation (japonsky 株式会社テレビ朝日, Kabušiki gaiša Terebi Asahi), dceřiná společnost holdingové společnosti TV Asahi Holdings Corporation (japonsky 株式会社テレビ朝日ホールディングス, Kabušiki gaiša Terebi Asahi Hórudingusu), jejíž mateřskou společností je deník Asahi šimbun.